# Brama Hadriana

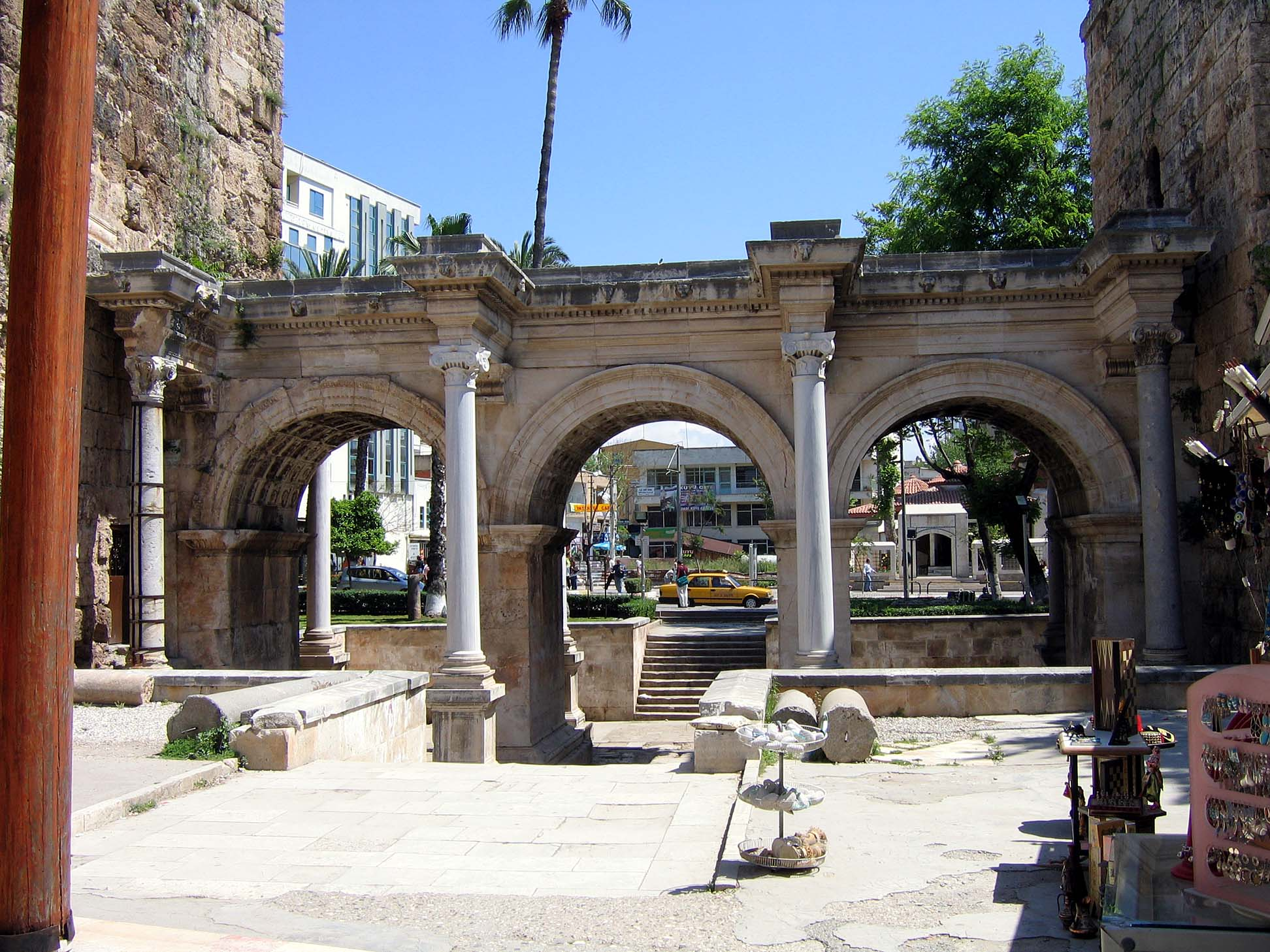
Brama Hadriana

Brama Hadriana (tur. Hadrian Kapısı albo Üçkapılar – „trzy bramy”) – łuk triumfalny zbudowany w Antalyi na cześć rzymskiego cesarza Hadriana, który odwiedził to miasto w 130 r. n.e. Budowla składa się z trzech łuków, pod którymi według legendy przeszła królowa Saby, aby odpocząć w pałacu Aspendos podczas drogi do króla Salomona.
Jest uważana za najpiękniejszą bramę Pamfilii. Nie zachowało się drugie piętro bramy. Całkowite odsłonięcie i renowacja bramy miały miejsce w latach 50. XX wieku. Z wyjątkiem kolumn, brama jest zbudowana w całości z białego marmuru.